# Daljan (ort)
Daljan är en ort i Bosnien och Hercegovina.   Den ligger i entiteten Federationen Bosnien och Hercegovina, i den centrala delen av landet, 80 km väster om huvudstaden Sarajevo. Daljan ligger 535 meter över havet och antalet invånare är 244.
Terrängen runt Daljan är kuperad åt sydost, men åt nordväst är den bergig. Daljan ligger nere i en dal. Närmaste större samhälle är Bugojno, 9,1 km sydost om Daljan. 
Omgivningarna runt Daljan är en mosaik av jordbruksmark och naturlig växtlighet. Runt Daljan är det ganska tätbefolkat, med 93 invånare per kvadratkilometer.